# Reino de Estanglia
El Reino de Estanglia (Ēast Engla rīce, "Reino de los anglos orientales"), uno de los siete reinos tradicionales de la llamada Heptarquía anglosajona, fue fundado alrededor del año 600 y cubría el territorio actualmente ocupado por los condados de Suffolk, Norfolk y Cambridgeshire.

## Orígenes del Reino de Estanglia
Las fuentes tempranas sobre el reino de Estanglia son escasas, quizá por la desaparición de los archivos de las sedes obispales (Dommoc y Elmham) durante las invasiones danesas de finales del siglo IX. Beda no dedica demasiada atención al reino, ni tampoco lo hacen la Crónica anglosajona (ASC). Igualmente y a diferencia de otros reinos apenas hay diplomas, otorgados por los reyes anglos en este territorio. Por todo ello las fuentes primarias sobre el reino son las vidas de algunos santos (san Fursa, santa Eteldreda y san Guthlac) y en compensación a la falta de datos históricos nos encontramos que Estanglia es el reino con mayor cantidad de yacimientos arqueológicos y de mayor envergadura (Sutton Hoo, Snape, Spong Hill, etc.).

Mapa de los pueblos escandinavos del Beowulf.

Existe un considerable vacío de datos históricos desde las pruebas arqueológicas de asentamientos anglosajones en la zona desde finales del siglo IV hasta el primer rey del cual tenemos confirmación, Redvaldo, que sube al trono hacia finales del siglo VI. Estanglia es el primer lugar de Inglaterra donde se encuentran asentamientos anglosajones independientes, que muestran una fuerte relación con otros yacimientos arqueológicos hallados en Escandinavia de la misma época. Los sugestivos paralelismos iconográficos han llevado a pensar a algunos historiadores que los wuffingas (la dinastía reinante en Estanglia) eran los gobernantes de los gautas (Geats, Gotärs) que habrían huido de su reino cuando fueron conquistados por los suiones (Svear, suecos centrales), pueblos citados en el poema épico Beowulf. Autores como Rupert Bruce-Mitford o Sam Newton relacionan etimológicamente a los wuffingas con los wulfingas (el clan del lobo en el Beowulf), conocidos en las sagas nórdicas también como Wylfings o Ylfings, y que eran el clan gobernante Gautas del Este (Eastern Geats).
En esta relación entre Escandinavia e Inglaterra, encontramos a Wōden (Óðinn en la mitología nórdica, Wodan o Wotan en la germánica y Godan en la lombarda), dios del panteón germánico relacionado con el Mercurio romano: En la versión anglosajona Wōden es el progenitor de todos los reyes de la heptarquía, y concretamente su hijo Casere, el antecesor de los Anglos Orientales. La genealogía legendaria de los reyes anglos sería Woden, Casere, Tytmon, Hrothmund, Hryp, Wilhelm, Wehha y finalmente Wuffa, el epónimo de la dinastía. Existe cierto paralelismo entre los Oiscingas de Kent: Oisc (fundador de la dinastía), Eormerico (padre del primer rey conocido, con cierta verosimilitud histórica) y Ethelberto (primer rey de Kent y Bretwalda) y los wuffingas: Wuffa (fundador), Tytila (padre de Redvaldo) y Redvaldo (primer rey y también Bretwalda).
Aunque no se puede rellenar la historia política entre el fin de la dominación romana y los reinados de los primeros wuffingas del siglo VII, sí podemos deducir a través de los datos arqueológicos la presencia de asentamientos anglosajones como foederati o laeti desde el comienzos del siglo V, asentados en la zona para defender la isla de los cada vez más frecuentes asaltos de pictos, escandinavos, frisones y teutones. Los principales asentamientos Norþfolc (pueblo del norte) y Sūþfolc (pueblo del sur) pudieron ser las primeras estructuras políticas independientes del gobierno provincial britanoromano que más tarde serían el embrión del reino wuffinga. Tal reino se consolidaría a semejanza del reino meridional de Kent, cuyo primer Bretwalda Ethelberto, sería el ejemplo para el cambio de la tradicional asamblea tribal germánica (folkmoot o folkmote), a la de una monarquía unida a una asamblea de nobles u hombres ilustres (witenagemot o witan). Los yacimientos de Sutton Hoo y Snape, en Suffolk parecen indicar que este proceso se dio primeramente en el sur y que Redvaldo habría sido el unificador de todo el territorio bajo un solo rey.

## Nombre y títulos
El nombre de Estanglia que es el más habitualmente utilizado por los historiadores de habla hispana, es en realidad un galicismo (de Est-Anglie) introducido por los historiadores postconquista (tras la invasión normanda de Inglaterra del siglo XI) que usaban los términos franceses, el mismo término inglés (East Anglia) es también un galicismo. En realidad las fuentes antiguas nunca se refieren al territorio (Estanglia) sino a los pobladores (East Angles o Angli Orientales). Los reyes de Estanglia tampoco utilizaban el adjetivo "oriental" en sus propios títulos, sino que por lo general se denominaban "Rex Anglorum" simplemente, como demuestran algunos documentos de Redvaldo, o monedas de los reinados Ethelstan y Edmundo.
El término Estanglia (o su versión inglesa East Anglia) se ha generalizado en los libros de historia, de forma de que es más utilizado para referirse al Reino de los Anglos Orientales. La popularidad de tal denominación llega a la propuesta de utilizarla como nomenclatura para una región que englobaría Suffolk, Norfolk, Cambridgeshire y la ciudad de Peterborough. Igualmente existen la Universidad de East Anglia en Norwich, la diócesis católica de East Anglia, la Brigada de East Anglia del ejército británico, o los trenes de la National Express East Anglia.

## Geografía
El antiguo reino anglosajón ocupaba la totalidad los actuales condados de Suffolk y Norfolk y gran parte del este del condado de Cambridgeshire. El norte y el oeste del reino limitaban con el Mare Germanicum (mar del Norte), y la frontera sur con el Reino de Essex era el río Stour, y así permaneció durante todo el período anglosajón. Sin embargo la frontera oeste con el territorio de los Anglos Medios y Mercia era difusa y variable, aunque la ribera del río Ouse podría haber sido el límite tradicional del reino. Todo el territorio era muy llano, y las colinas no iban más allá de los 100 metros. Sólo al suroeste las pequeñas colinas del Newmarket Ridge, continuación de los bosques de Essex, pasaban un poco de esta cifra, siendo el Great Wood Hill (128 m) el punto más alto del reino. Al norte de Norfolk otros conjuntos de colinas boscosas se levantaban por encima de las llanuras situadas casi al nivel del mar, siendo el punto más alto en esta zona el Beacon Hill (103 m).
La zona costera y amplias zonas del interior estaban caracterizadas por las marismas y pantanos. La antigua línea costera era muy diferente a la actual, ya que gran parte de ella era inundada regularmente por el mar: los territorios de Broadland al este y los Fens al oeste han sido drenados en los últimos siglos. La costa ha sido asentada de modo más firme, pero en la época anglosajona, todas estas tierras, ahora excelentes campos de cultivo, eran un enorme conjunto de marismas, lagunas, marjales y ciénagas. Los Wash eran lo que denominamos llanuras de marea, totalmente bajo el agua con marea alta que se descubrían con la marea baja, eran zonas de arenas, limos y ciénagas sin apenas vegetación. Los Marsh eran las marismas propiamente dichas o marismas de agua salada, con vegetación herbácea resistente a la salobridad del agua, inundadas o descubiertas que se inundaban en determinadas épocas del año. Los Fens eran marismas de agua dulce, que también tenían inundaciones periódicas, la vegetación herbácea era muy abundante y eran frecuentes las turberas (peat bog). Los Moor eran páramos de marisma, no estaban inundados pero retenían gran cantidad de agua en su interior, y eran frecuentes los pozos de arenas movedizas, las ciénagas, los pantanos (bog) y los pequeños lagos (mere). Los Fens eran el mayor humedal de la Gran Bretaña, estaban situados alrededor del Metaris Æstuarium (el estuario conocido actualmente como The Wash) alimentados por los ríos Witham, Welland, Nene, Gran Ouse y sus afluentes. Los humedales conocidos actualmente como The Broads los formaban el río Yare y sus afluentes, Bure, Ant, Thurne, Chet y el río Waveney. A lo largo del litoral se encontraban más zonas de marisma, en el norte las marismas del Babingley y el Heacham y las de los ríos Burn y Stiffkey, y al sur también los ríos Blyth, Alde, Deben y Orwell formaban otro conjunto de humedales en las costas de Suffolk.

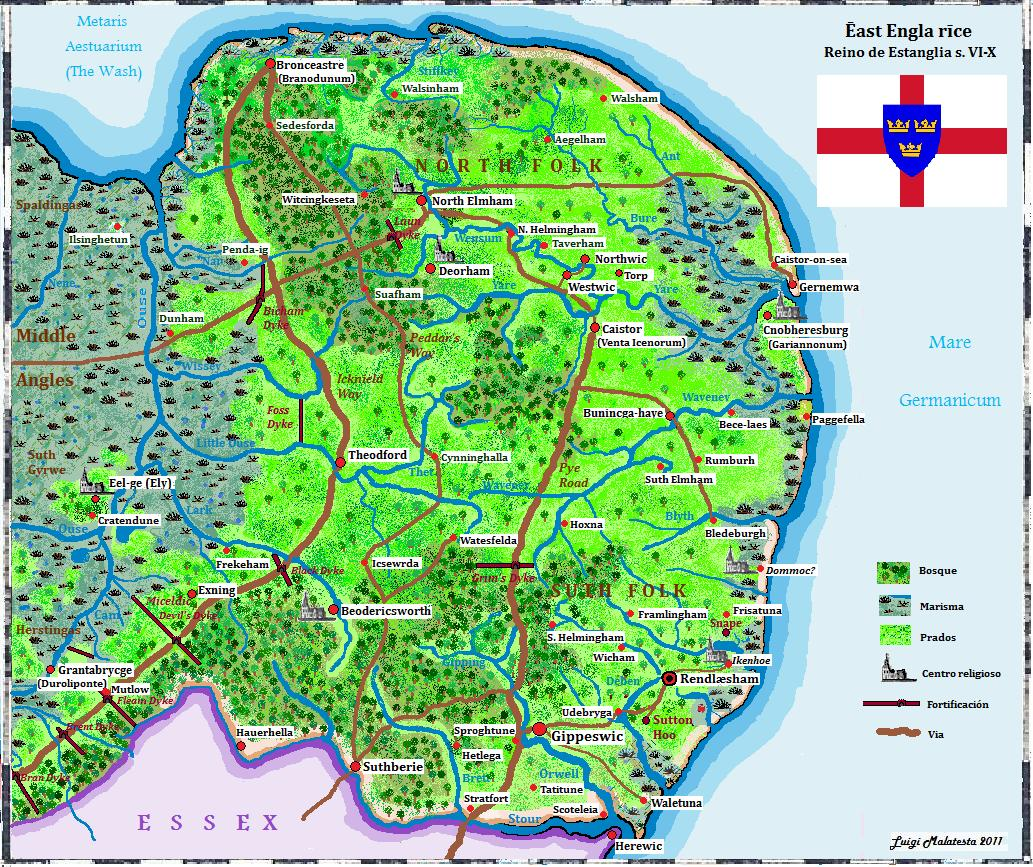
Mapa del Reino de Estanglia y los Fens.

Otra característica del paisaje de Estanglia y en este caso realizados de forma artificial eran los dics, ditches o dykes, generalmente atribuidos a los anglosajones, pero que en algunos casos podrían tener una existencia anterior. Se trataba de unas construcciones defensivas hechas con tierra, que presentaban una zanja inundable y un parapeto de 2 a 6 metros de altura y que se situaban atravesando las vías romanas y otros caminos. Se colocaban estratégicamente desde las marismas a los bosques de forma que dificultaban en gran medida el avance de tropas. Estudios arqueológicos con carbono-14 han demostrado que aunque pudieran ser anteriores a la época anglosajona, fueron reforzados a finales del siglo VI y principios del siglo VII, posiblemente para evitar la invasión de los ejércitos de Penda de Mercia. El más grande era el Devil's Dyke o St Edmund's Dyke (o simplemente el Miceldic, la Gran Zanja), que con una distancia de unos 12 km iba desde las marismas del río Cam hasta el bosque de Newmarket. También defendiendo la Icknield Way estaban el Bran (o Heydon) Ditch, el Brent Ditch, el Fleam Dyke y el Black Ditches.

## Población y localidades
Estanglia era el territorio de la tribu celta de los icenos durante el periodo romano. En el año 60-61 la rebelión de la reina Boudica al frente de su tribu y sus vecinos, los trinovantes, acabó con la derrota celta y una dura represión posterior, (se habla de la muerte de más de 80 000 britanos) lo que posiblemente provocó la desaparición de los icenos. Sin estrato nativo, Estanglia fue recolonizada por germanos, dálmatas y otros pueblos del Imperio. A la llegada de los anglos en el siglo V, existiría ya población sajona en el país que posiblemente aumentaría en ese tiempo, por lo que a pesar del nombre de Anglos Orientales podemos hablar de una población genuinamente anglosajona, en el sentido de unión de ambos pueblos que se da en Estanglia como en ninguna otra parte de la isla. Pero no sólo anglos y sajones llegaron a estas tierras, por los topónimos de muchas localidades podemos presumir la presencia de frisones (Friston, Freston, Fressingfield), suabos (Swaffham, Swaffield), danos (Denenham, Daneston) y suiones (Swefling, Sweilland). Las relaciones escandinavas parecen respaldadas por la arqueología, ya que la tumba de Sutton Hoo tiene evidentes similitudes con tumbas del periodo Vendel, en Suecia e incluso algunos autores afirman que la dinastía reinante, los wuffingas provenía de una tribu gauta, habitantes del sur de Suecia. Estanglia, situada en la zona más próxima a Escandinavia, era la candidata perfecta para el desembarco de las naves provenientes de la península nórdica, como posteriormente se demuestra con la formación del reino vikingo del Danelaw o Estanglia danesa en el siglo X.
El patrón de asentamiento anglosajón prescinde de los grandes núcleos de población y se dispersa en el territorio en aldeas, granjas y alquerías (hams, tuns, felds) familiares conectadas por centros de comercio cercanos a ríos y caminos (wics): de este modo nacen los pueblos y posteriormente ciudades como Northwic (Norwich) o Gippeswic (Ipswich), las actuales capitales de Norfolk y Suffolk, respectivamente. Las ciudades britanoromanas son abandonadas, Venta Icenorum (Caistor St. Edmunds). La capital de los icenos no es ocupada por los anglos, tal vez tan solo la utilizaron como fortificación. De Sitomagus, un asentamiento romano en Suffolk nombrado en el Itinerario Antonino nos es desconocida su ubicación, tal vez Ixworth, cerca de Ipswich, fue totalmente abandonada, así como Cobretovium, que quizá sean los restos encontrados en Baylham House en Suffolk. Los fuertes romanos del Litus saxonicus (Saxon Shore) sin embargo siguieron defendiendo las costas del reino, así Branodunum se convirtió en el fuerte de Bronceastre (Brancaster) y Gariannum fue Cnobheresburg (Burgh Castle) al que se le añadió un monasterio irlandés en el 630, el primero en el sur de Gran Bretaña.
Los arqueólogos presumen que el corazón del reino de los wuffingas se encontraba en el sudeste de Suffolk, dado que los más importantes yacimientos de barcos funerarios y enterramientos de finales del siglo VI y principios del VII se encuentran en la zona (Sutton Hoo y Snape). Aunque es difícil precisar la capital del reino (en el caso de que esta existiera), algunos lugares son candidatos a ello; Rendlæsham pudiera haber sido la residencia real, al menos con los primeros reyes durante el siglo VII, Cynnighalla (el salón de los reyes), tiene un nombre bien expresivo al respecto aunque no hay evidencias arqueológicas que avalen su capitalidad. Las sedes obispales solían coincidir en los reinos anglosajones con las localidades principales del reino, pero en el caso de Estanglia no se sabe dónde estaba su primera sede, Dommoc; se duda si era el actual pueblo de Dunwich (gran parte del mismo hundido hoy bajo las aguas) del que se supone era un próspero puerto y astillero en el siglo VII. La aparente conexión entre Felixstowe y el nombre Félix (primer obispo de Dommoc) es sugestiva, pero no hay ninguna referencia a la ciudad antes del siglo XIII, algunos apuntan hacia el Walton Castle, cercano a Felixtowe como lugar de la sede. Sin embargo la controversia está lejos de ser resuelta. En el 672 la sede episcopal fue dividida entre Dommoc y Elmham, con lo que parece que la capitalidad se desplaza hacia el norte, o se intenta una mayor unificación entre los dos núcleos de asentamientos anglosajones, Norþfolc (pueblo del norte) situado a lo largo de los valles del Yare y el Wetsum y Sūþfolc (pueblo del sur) en el sudeste entre los ríos Orwell y Blyght. Precisamente en North Elmham se encuentra el cementerio anglosajón más grande que se ha encontrado en toda Inglaterra, Spong Hill, que consta de 2259 cremaciones y otro cementerio cercano del siglo VI con 57 inhumaciones.
En la zona oeste de Estanglia se encontraba Theodford, situada en la Ickniel Way. Algunos autores suponen que los reyes se trasladaron a esta localidad que estaba más cercana de la controvertida frontera oeste y las fortificaciones anglas frente al expansivo vecino reino de Mercia; de hecho la sede episcopal fue trasladada a Thetford en el 1075. Un poco más al sur se encontraba otra ciudad real, Beodericsworth, (Bury St. Edmunds), en la cual el rey Sigeberto fundó un monasterio hacia el 633 y que en el 870 se convirtió en un lugar de peregrinación al estar la tumba del rey Edmundo, derrotado por los daneses, y cuyo altar erigido tenía fama de milagroso de forma que en el 925 la villa cambió el nombre por St. Edmund's Bury. Más al oeste están los territorios de los Anglos Medios donde  Eteldreda de Ely, hija del rey Anna, fundó la abadía de Ely, quizá en la tierra regalada por su primer marido Tondberto, príncipe de los gyrwas del sur. Este monasterio fue lugar de peregrinación hasta su destrucción por los daneses en el 870. Grantabrycge (Puente sobre el Granta), situada en un estratégico cruce de caminos, era el fuerte romano de Duroliponte y la actual Cambridge, que durante el periodo anglosajón declinó aunque hacia el siglo IX fue recuperando su población e importancia comercial.

## Historia

### El Reino Wuffinga (570-630)
El primer rey de Estanglia con respaldo histórico es el bretwalda Redvaldo. De sus antecesores, Wuffa y Totila apenas tenemos unas listas genealógicas, como la de Beda en su Historia ecclesiastica gentis Anglorum, Nennio en su Historia Brittonum, o en la genealogía del rey Elfvaldo que forma parte de la Anglian collection del conocido como Textus Roffensis. Las fechas de sus reinados, Wuffa (571-578), Totila (578-593), son conjeturas del historiador postconquista Roger de Wendover, del cual tampoco conocemos sus fuentes primarias en el caso de que las tuviera, y posiblemente la autoridad de ambos reyes no llegaría más allá de la zona sudeste, el territorio conocido como Sūþfolc.

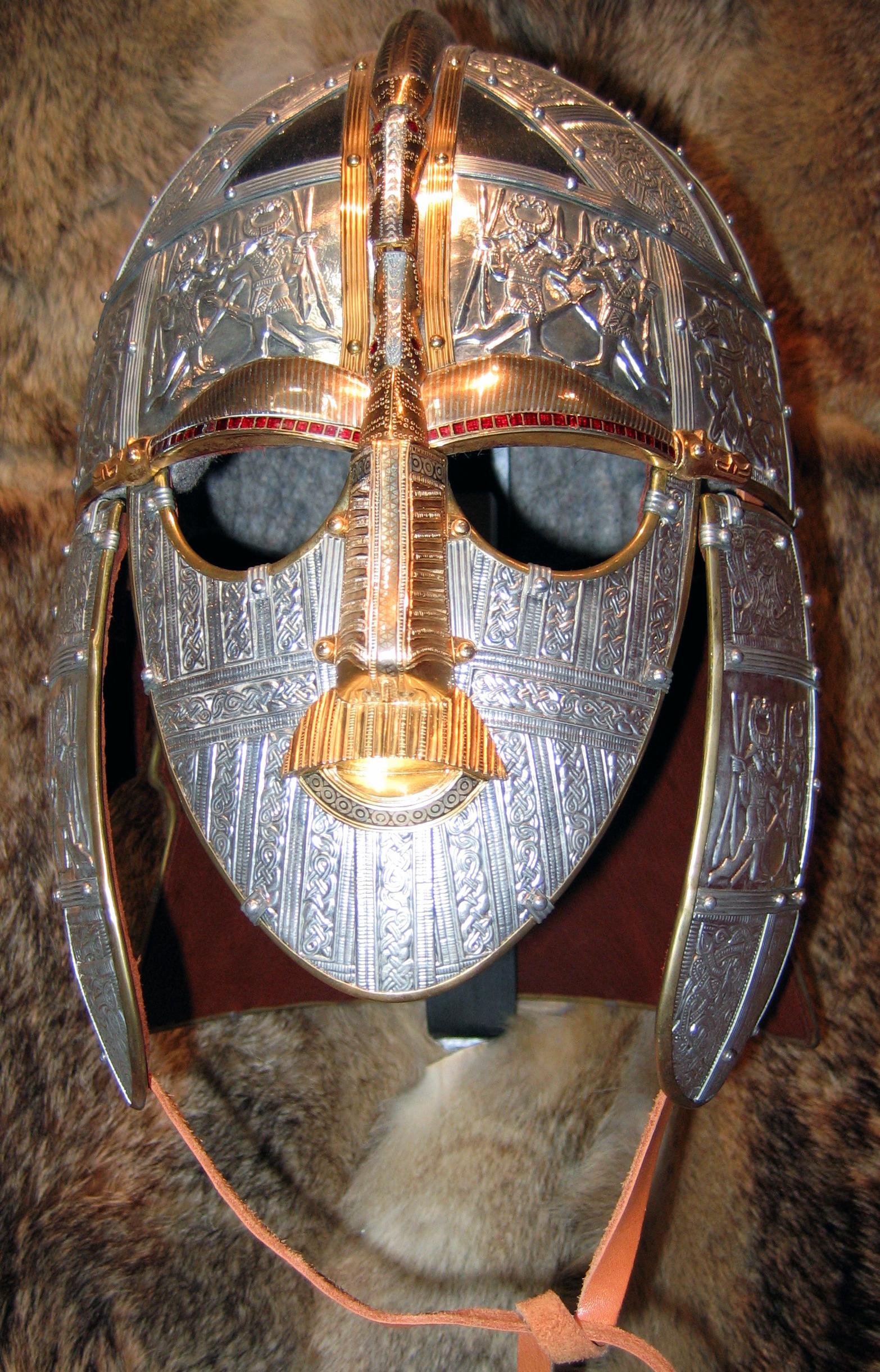
Réplica del yelmo hallado en Sutton Hoo.

La primera aparición de Estanglia en la Historia de Beda (y por lo tanto primera referencia histórica del reino) es durante el reinado de Redvaldo, y se dice que era uno de los reinos que estaban bajo la autoridad de Ethelberto de Kent, aunque no sabemos a ciencia cierta hasta qué punto el reino anglo estaba supeditado al reino juto. Según Beda, Redvaldo fue bautizado en Kent, pero al volver a su tierra renunció a su nueva fe y volvió a los dioses paganos, por influencia de su esposa y sus maestros paganos. Redvaldo había ido aumentando su propio dominio sobre los anglos orientales unificando todo el reino, a la vez que amplió su influencia hacia el oeste controlando los territorios de los anglos medios, el reino de Lindsey e interviniendo en los asuntos de los reinos al norte del río Humber. Etelfrido de Bernicia obtuvo el control del reino vecino de Deira, por lo que Edwin de Deira tuvo que exiliarse y fue acogido en la corte de Redvaldo. El rey de Northumbria (Bernicia y Deira unidas) ofreció al rey de Estanglia una gran suma de dinero por la muerte de Edwin, pero Redvaldo se negó. La negativa de Estanglia de entregar al huésped provocó el enfrentamiento de ambos reinos, que culminó en 616 en la batalla del río Idle (en Lindsey) con la derrota y muerte de Etelfrido y la restauración de Edwin no solo en Deira sino también en Bernicia, y los hijos de Etelfrido debieron exiliarse al norte, al reino de Dalriada donde fueron acogidos. Ese mismo año muere Ethelberto de Kent, el rey dominante del sur de Inglaterra y Redvaldo va a ser el heredero de la hegemonía del de Kent. El rey de Estanglia va a ser el nuevo Bretwalda, controlando así además de su reino, los de Essex, Kent, Middlessex, Suth-ge (Surrey), etc. La importancia del reinado de Redvaldo, así como la coincidencia de fechas hacen a este rey el principal candidato para ser el ocupante de la magnífica tumba de Sutton Hoo
Tras la muerte de Redvaldo en el 624 le sucede su hijo menor Eorpvaldo (su hijo mayor Rægenhere murió en la batalla del río Idle), parece que bajo el patronazgo de Edwin de Northumbria al que su padre había apoyado en su subida al trono. Edwin se había convertido al cristianismo y animó al rey de Estanglia a hacer lo mismo. Paulino, obispo de York, parece ser que fue el encargado de bautizar al nuevo rey de Estanglia apadrinado por el rey de Northumbria. Sin embargo el partido pagano seguía siendo fuerte en Estanglia, y Eorpvaldo fue asesinado por Rigberto que devolvió al reino al paganismo. No se tienen muchos datos de este reinado, simplemente se especula que Rigberto gobernó durante tres años durante los cuales Estanglia siguió siendo pagana hasta la llegada de Sigeberto, exiliado en la Galia. Sigeberto podría ser hijo natural de Redvaldo y poco se sabe de su vida anterior a su vuelta a Estanglia, ni de cómo subió al trono. Sin embargo, hacia el 629 Sigeberto era rey de Estanglia junto a Ecgric (también posiblemente de la familia Wuffinga, aunque de incierto parentesco). El nuevo rey da un importante impulso a la cristianización de los anglos, y vino acompañado de Félix de Burgundia, que estableció la primera sede obispal en el reino, el obispado de Dommoc, posiblemente en Dunwich o Walton Castle. Sigeberto también estableció la primera escuela donde se podía aprender a leer y escribir en latín siguiendo el modelo de las escuelas de los reinos francos y a la cual incorporó profesores de Kent. El reino de Estanglia fue en lo religioso un puente entre las dos tradiciones cristianas de la época, la Iglesia romana y la Iglesia céltica, ya que también Sigeberto permitió a los monjes irlandeses san Fursa, san Foillán y san Ultan establecer el monasterio de Cnobheresburg (Burgh Castle) según la regla de san Columbano. El propio Sigeberto decidió dedicarse a la vida monástica, abdicó en Ecgric y se retiró al monasterio fundado por san Félix en Beodricesworth (Bury St. Edmunds).

### La guerra contra Mercia (630-654)
A principios de la década del 630 va a comenzar la expansión de Mercia hacia la conquista de la hegemonía en la Inglaterra anglosajona. Penda de Mercia había derrotado en el 628 al ejército de Wessex en la batalla de Cirencester controlando de este modo el valle del Severn y en el 630 adopta como objetivo el enfrentamiento con el hasta el momento reino hegemónico, Northumbria. Se une con el rey galés de Gwynedd, Cadwallon ap Cadfan y marchan contra Edwin de Northumbria. La batalla de Hatfield Chase fue desastrosa para Edwin y él y su hijo Osfrith mueren en la lucha. Su otro hijo Eadfrith es capturado por Penda, que posteriormente lo ejecuta. El reino es partido de nuevo en Deira y Bernicia. Cadwallon continúa devastando el reino anglo hasta su derrota un año después en la batalla de Heavenfield. Sin embargo Penda, recién ascendido al trono de Mercia decide atacar los territorios de los anglos medios y Estanglia que ya no están bajo la protección de Northumbria. Sigeberto en su retiro monástico es llamado para ponerse al frente de las tropas y aunque en un principio rehúsa hacerlo, finalmente acepta liderar el ejército aunque sin portar armas. La batalla entre Anglos del Este y Mercianos no es bien conocida y se suele fechar hacia el 635. La victoria de Penda es total y ambos reyes de Estanglia mueren en ella además de muchos nobles del reino, la muerte del cristiano Sigeberto es considerada un martirio ya que Penda era pagano, y es venerado por la Iglesia anglicana como san Sigeberto.
Penda no consolidó sus conquistas al oeste, tal vez preocupado por las rivalidades dinásticas en la misma Mercia con su hermano Eowa. Esto permitió a Anna hijo de Eni y sobrino de Redvaldo subir al trono de Estanglia, tal vez con el apoyo de Oswaldo de Northumbria. Anna intentó reforzar su posición casando a su hija Sexburga con Earcomberto de Kent, con lo que los tres reinos, Kent, Estanglia y Northumbria cimentaban una alianza cristiana en contra de Penda de Mercia. Oswald atacó a Penda y sus aliados galeses Cynddylan ap Cyndrwyn de Powys y Cadwaladr ap Cadwallon de Gwynedd en 641 o 642 en la batalla de Maserfield y de nuevo la alianza pagana obtuvo la victoria, acabando con la vida de Oswald. La muerte del rey de Northumbria convierte a Anna en principal rival de Penda y defensor de los enemigos del de Mercia; así, cuando Cenwalh de Wessex repudia a su esposa (hermana de Penda) y este le hace exiliarse de su reino, Cenwalh recibe refugio en Estanglia. Anna intenta reforzar la frontera oeste y toma el control de la isla de Ely en los Fens, casando a su hija Eteldreda con el príncipe Tondberct de los Gyrwas del sur. Eteldreda funda el monasterio de Ely, posteriormente destruido por los vikingos. También se refuerza el sistema defensivo de ditches a lo largo de la Icknield Way. Sin embargo el ejército de Penda vuelve a invadir Estanglia en el 651 y avanzan por el norte hasta sitiar Cnobheresburg. Las tropas de Anna consiguen rechazar a los mercianos en primera instancia y permiten que los monjes huyan con sus libros y tesoros a Francia. Sin embargo Penda contraataca y Anna es derrotado y debe exiliarse, posiblemente al reino de Magonsaete donde reinaba Merewalh, aunque regresa a su reino hacia el 654. Ese mismo año Penda vuelve a invadir Estanglia, los ejércitos se encuentran en Bulcamp cerca de Bledeburh (Blythburgh, Suffolk), y la victoria es una vez más para los de Mercia, Anna y su hijo Jurmin mueren en la batalla. Ese mismo año san Botulfo (Botolph o Botwulf de Thorney) comienza la construcción del monasterio de Ikanhoe (Iken, Suffolk) lo más probable dedicado al recuerdo del rey muerto y de sus hijos canonizados san Jurmin, santa Sexburga de Ely (Seaxburh), santa Eteldreda de Ely (Æthelthryth o Æðelþryð), santa Ethelburga de Faremoutiers (Æthelburh) y santa Withburga (Wihtburh).
Etelhere, el hermano menor de Anna le sucede en el trono. Posiblemente ya habría ejercido el mando en nombre de su hermano durante su exilio (651-654), aunque no tenemos datos definitivos sobre ello. Estanglia se convierte en un sub-reino de Mercia, y por ello Etelhere se ve obligado a unirse a la coalición de Penda de Mercia, Cadafael ap Cynfeddw de Gwynedd y Etelwaldo de Deira contra Oswiu de Bernicia aliado con el hijo de Penda, Peada (sub-rey de los Anglos Medios) y Sigeberto II de Essex. La batalla definitiva se da en Winwaed en el 655 (o 654), y tras la retirada de sus aliados Cadfeal y Etelwaldo, Penda es derrotado y muerto y con él treinta de sus comandantes, entre ellos Etelhere.

### Paz y prosperidad (654-750)
A pesar de la muerte de su rey, la derrota de Penda dio un respiro a Estanglia, objeto de las continuas agresiones del rey de Mercia y su interés por el dominio de los territorios de los anglos centrales y orientales. Etelvoldo, hermano menor de Anna y Etelhere, sube al trono y se encuentra en medio de una nueva disputa religiosa, esta vez no entre cristianos y paganos, sino entre las dos formas de rito cristiano presentes en Britania, el rito romano con sede en Canterbury (Kent) y York (Deira) y el rito celta defendido por los seguidores san Aidan y san Finan de Lindisfarne en Bernicia. En Estanglia la influencia del rito de Iona era fuerte en un principio por la presencia de los monjes irlandeses de Cnobheresburg, pero con su marcha, la sede de Dommoc quedó bajo la obediencia de Canterbury. Etelvoldo ejerció en el 662 de padrino en la conversión de Swithelm rey de Essex realizada por Cedd (enviado por Finan) de rito celta. La controversia se intentó arreglar en el 664 en el Sínodo de Whitby en el que prevalecieron los ritos romanos y las sedes episcopales se repartieron entre los arzobispados romanos de Canterbury y York. Etelvoldo murió en la peste del 664 que afectó muy especialmente a Gran Bretaña e Irlanda y en la que también murieron el obispo Cedd de Londres y el arzobispo Adeodato de Canterbury, los reyes Eorconbehrt de Kent y Swithelm rey de Essex.
El largo reinado de Ealdwulfo (664-713) es un periodo de tranquilidad y crecimiento para Estanglia. Hijo de Etelrico (Æthelric), algunos autores le identifican con Ecgric de Estanglia; su madre era Hereswitha (Hǣreswīþ) perteneciente a la casa real de Deira y hermana de santa Hilda de Whitby. Se sabe que su madre fue a Francia para hacerse cargo de la abadía de Chelles y posiblemente Ealdwulfo la acompañó. Ealdwulfo, cristiano desde niño y relacionado familiarmente con las abadías y monasterios de los reinos anglosajones, ejerció a lo largo del reinado un importante papel de patronazgo, su prima Sexburga era abadesa de Minster-in-Sheppey en Kent y Eteldreda en el doble monasterio (monasterio y abadía) de Ely. El avance de la cristianización del reino se muestra en la creación de la segunda sede obispal por Eadwulfo en Elmham en el 673 para el obispo Bedwino, que se independiza de la de Dommoc del obispo Æcce. En lo político, las tradicionales disputas con Mercia disminuyeron, Estanglia reafirmó su poder sobre la isla de Ely y aunque reconoció el dominio de Mercia sobre Lindsey, se continuó con el patronazgo de monasterios e iglesias en aquel país. El centro político de Estanglia siguió siendo Rendlæsham y su zona, lo que favoreció el crecimiento del cercano puerto de Gippeswick (Ipswich) convertido en uno de los mayores nuevos emporios comerciales de la época postromana. En los muelles de Gippeswick se establecieron industrias de alfarería de tipo holandés y frisón, establecimientos de importación de bienes provenientes de la región del Rhin y también las primeras cecas donde se acuñaron las primeras sceattas del reino.

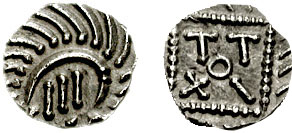
Penique puercoespín (porcupine sceatta) de estilo frisón.

Elfvaldo (713-749) al igual que su padre tiene un reinado largo, próspero y tranquilo en el que se sigue la misma política de paz con los reinos vecinos, patronazgo de iglesias y monasterios y estabilidad interior. Su reinado coincide con los de Ine de Wessex y Wihtred de Kent (su tradicional aliado), ambos reyes pacíficos más interesados en el desarrollo legal y social de sus reinos que en la expansión territorial. También con Mercia las relaciones son amistosas, tras la muerte de Ceolredo la dinastía de Penda se extingue y sube al trono Etelbaldo, que anteriormente había estado exiliado en los Fens acogido por el ermitaño san Guthlac y protegido por los reyes de Estanglia, algo que el rey de Mercia agradecerá y traducirá en unas fluidas relaciones con Elfvaldo. La acuñación de sceattas de plata (peniques) se expande en el tiempo de Elfvaldo y varios tipos de estas monedas son atribuidas a producción de cecas de Estanglia. La mayoría son de la llamadas serie 'R' derivadas de modelos de Kent y distribuidas principalmente en el sudeste del reino y especialmente en la zona de Gippeswick, en el noroeste y los Fens son más habituales la monedas de serie 'Q' con afinidades a los peniques de Northumbria. También han sido encontrados en varios lugares de Estanglia los llamados "peniques puercoespín" (porcupine sceattas, serie 'E') the origen franco-frisón que muestran las conexiones comerciales de Estanglia con el continente, especialmente con los puertos del Rhin como Domburg, Dorestad y Andernach, que aportaban además relaciones culturales entre los anglosajones y las culturas de los países frisones, francos, alamanes, sajones, turingios y burgundios.
Gippeswick crece de forma sustancial en tiempo de Elfvaldo, siguiendo el modelo de Dorestad en Holanda, representa una de las primeras ciudades con una planificación urbanística de Gran Bretaña y que ha sobrevivido sustancialmente hasta nuestra época. El emporio de Gippeswic se convierte en uno de los principales puertos comerciales del Mar del Norte y uno de los cuatro puertos que comunicaban la Inglaterra anglosajona con el continente, aparte de los tradicionales, situados en Kent en el Paso de Calais. Elfvaldo es el último representante de la dinastía wuffinga de Estanglia, no se sabe si tuvo alguna descendencia y ni siquiera si tuvo esposa. Tras su muerte en el 749 Estanglia entra en un periodo oscuro hasta que cae bajo el dominio de Mercia

### Hegemonía de Mercia (750-826)

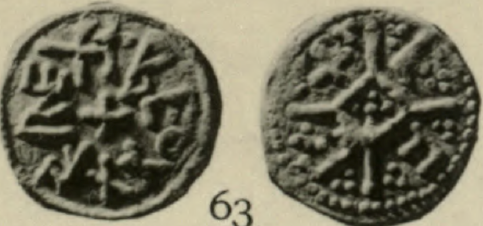
Sceat de Beonna de Estanglia, "BEON[N]A REX" (anverso),"EFE" (reverso).

En una sola entrada (para el año 749) de unos anales del siglo X o XI, según Roger de Wendover, se dice " hunbeanna y alberht dividieron el reino entre ellos" y el historiador lo interpreta como la división de Estanglia entre tres reyes, Hun, Beanna y Albert. La existencia de Beanna (Beorna, Beonna, Benna o Beornus) y de Alberth (Ethælbert o Æthelberht) está confirmada por la existencia de acuñaciones con su nombre. Sin embargo Hun es un caso mucho más discutible. No hay ninguna prueba más de su existencia y hay otras posibles interpretaciones, el nombre podría ser Hunbeanna (diatemático) y habitualmente se podría reducir simplemente Beanna o Benna, que sería un hipocorístico; hun- es habitual en otros nombre diatemáticos como Æthelhun, Hunferth o Hunberht. Otra posibilidad es que fuera un epíteto del nombre de Beorna, a semejanza del nombre de otros reyes como Aethelwold Moll o Eadberto III Praen. La última hipótesis alternativa es que fuera una palabra como Her (es decir, "en este año") habitual en los inicios de las entradas de los anales que algún copista transformó en parte del nombre de Beorna. El hallazgo de una única moneda con el nombre de Ethælbert, encontrada en un depósito que contenía además variedad de sceattas rúnicas, monedas de Beonna, y otras, autentifican la fecha de datación sin duda y por ellos la existencia de Albert/Etelbert. Es un penique de 42 % de riqueza en plata muy similar a las monedas realizadas en la ceca del acuñador Efe, el más habitual fabricante de monedas de las atribuidas a Beorna. La existencia histórica de este último también es innegable por la abundancia de acuñaciones con su nombre encontradas en toda Estanglia. La presencia de dos reyes en el mismo periodo, uno de ellos dominante (si tenemos en cuenta las cantidades de acuñación) hace suponer que Beorna pudiera ser un representante de Etelbaldo de Mercia y que Etelberto (I) perteneciera a la familia Wuffinga, posiblemente de una rama lateral, que diera legitimidad a tal diarquía. Apoyando esta tesis están los hechos de que Beorna es un nombre ajeno a los habituales en los gobernantes de Estanglia y más afín a nombre mercianos como Beonred, Beornwulf o Behortwulf, y además que se tiene constancia de que Beorna acompañó a Etelbaldo en su expedición contra Cuthred de Wessex y luchó junto a él en la batalla de Burford Bridge. Algunos autores identifican a Beorna con Beonredo, que subiría al trono de Mercia tras la muerte de Etelbaldo y que fuera sucedido en ambos reinos por Offa

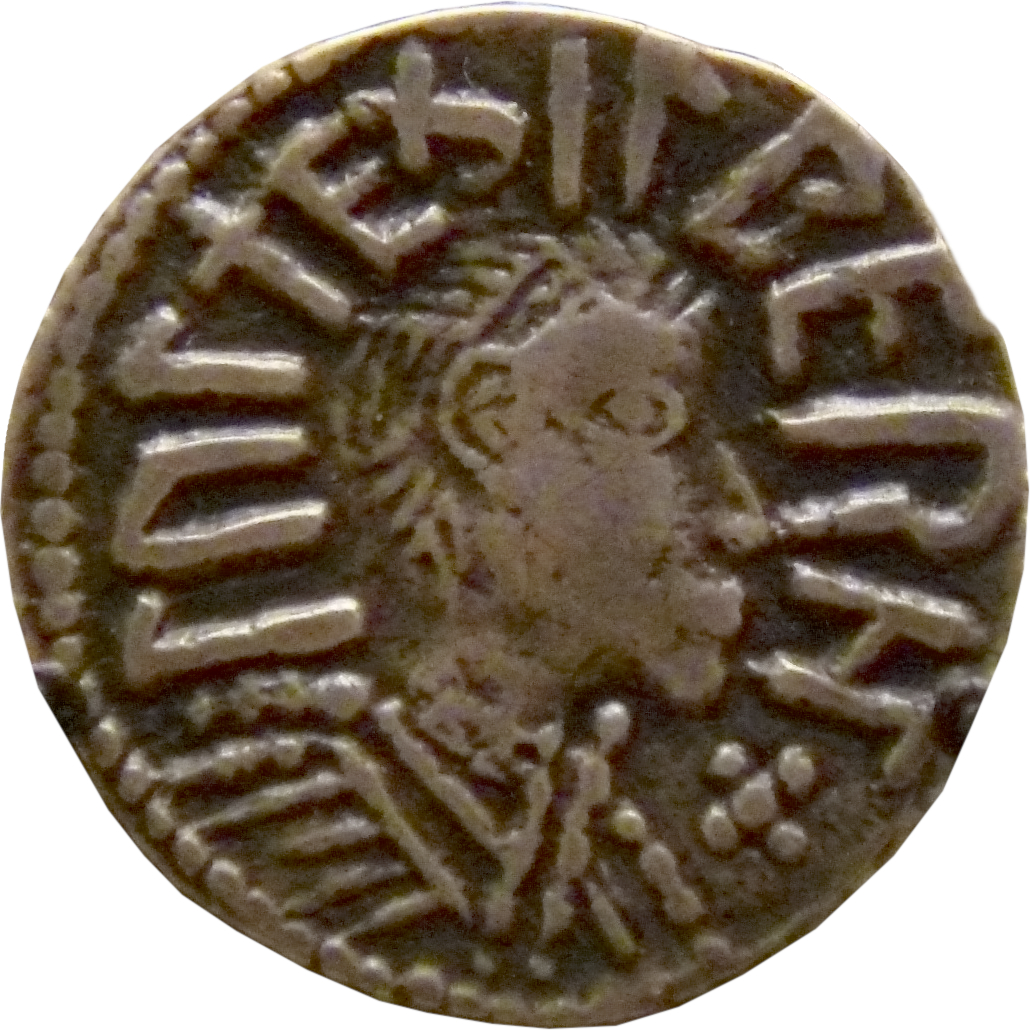
Penique de Ethelberto II (779-794).

Similar diarquía se daría posteriormente con Offa (rey de Mercia y Estanglia) y los posiblemente wuffingas Ethelredo I (760-779?) y Ethelberto II (779?-794), padre e hijo que estuvieron como sub-reyes del poderoso rey de Mercia. De Etelredo no hay más constancia histórica que su mención en Lives of St Æthelberht y en la  Gesta regum Anglorum de William de Malmesbury, y de él se dice que estaba casado con Leofruna y que ambos vivían en Beodricesworth (Bury St. Edmunds), posiblemente la nueva capital de Estanglia. Tampoco se sabe mucho de Etelberto II (Æthelberht, Æðelbrihte) en cuanto a rey, aunque es más conocida su historia como santo, san Etelberto o san Adalberto. Su muerte por orden de Offa de Mercia esta recogida en las Anglo-Saxon Chronicle en el 794, por lo que fue canonizado y en ausencia de referencias históricas tenemos gran cantidad de hagiografías de época medieval que proveen de dudosos datos sobre su vida.

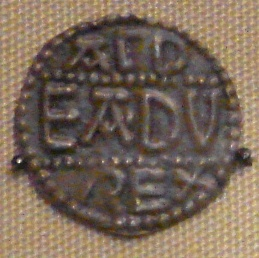
Penique de Eadvaldo (796-798) AED-EADV-REX.

Richard de Cirencester, cronista del siglo XV, narra la historia de la gran piedad del Etelberto, su elección como rey, como aunque queriendo quedar célibe fue obligado a casarse con Elfrida (Ælfthyth), hija de Offa, y como al ir a visitarla desagradó a la malvada reina Cynethryth que envenenó la mente de su marido que accedió a su asesinato. Etelberto fue atado y decapitado por un tal Grimberto y su cuerpo fue enterrado sin ceremonia en Sutton Walls (Herefordshire), por lo que es venerado tanto en Estanglia como en Hereford, donde la catedral está dedicada a su nombre.
Eadvaldo (796?-798) del que se conocen algunas monedas con el título de "Rex" podría haber sido un intento de Estanglia por buscar la independencia tras la muerte de Offa en el 796, el hijo de este, Ecgfrido de Mercia, paró la rebelión pero murió ese mismo año tras 144 días de reinado. Coenwulf de Mercia tuvo que hacer frente a las rebeliones de las provincias del sureste (Estanglia, Essex y Kent) y hacia finales del siglo había conseguido reconstruir los dominios de Offa, por lo que se supone que Eadvaldo habría sido depuesto o muerto hacia el 798-799 fecha de sus últimas monedas, aunque no se conocen monedas de Coenwulf hasta el 805. No hay más datos sobre Estanglia durante el dominio de los reyes de Mercia Coenwulf, Ceolwulf y Beornwulf hasta la derrota de este último en la batalla de Ellandun por Egberto de Wessex.

### Independencia (825-878)
En el 823, Beornwulf de Mercia, destronó a Ceolwulf I miembro de la casa real al considerarle demasiado pusilánime. Tras conquistar Powys, el nuevo rey de Mercia consideró necesario someter al único reino del sur de Inglaterra que estaba fuera de su jurisdicción, el reino sajón de Egberto de Wessex. En el 825 invadió el reino vecino y entabló batalla en Ellandun, pensando en la tradicional superioridad militar de Mercia. Sin embargo la batalla fue un desastre para Beornwulf que perdió gran parte de su ejército, lo que animó a los reinos subyugados por Mercia a rebelarse. Ethelwulfo, hijo de Egberto, conquistó Kent y Essex, y los nobles de Estanglia eligieron rey a 
Aethelstan, tal vez perteneciente a una rama menor de los reyes wuffingas. Beornwulf se dirigió a Estanglia para reducir a los sublevados, pero de nuevo las tropas de Mercia fueron derrotadas y su rey murió en la batalla. El nuevo rey de Mercia, Ludeca, intentó someter a los rebeldes en 826-827; en un primer momento consiguió recuperar parte del territorio, como atestiguan algunas monedas halladas con su nombre en la zona Ipswich, provenientes de cecas de Estanglia. Sin embargo en el 827, Aethelstan derrotó nuevamente a los mercianos y mató a Ludeca, consiguiendo la independencia definitiva para su reino. No tenemos más referencia históricas sobre el reinado de Ethelstano I, exceptuando las abundantes monedas halladas con su nombre, que lo convierten en el rey de Estanglia con mayor número de acuñaciones encontradas. Según la datación de las monedas los arqueólogos alargan su reinado hasta 845. Tampoco tenemos ninguna evidencia textual de su sucesor Ethelguardo, pero igualmente podemos atestiguar su reinado por pruebas numismáticas, aunque en este caso en menor cantidad que las de su antecesor.
Edmundo o san Edmundo, sin embargo, como santo es ampliamente nombrado en diversas hagiografías medievales, desde la temprana Passio Santi Eadmundi de Abón de Fleury de finales del siglo X, hasta la fantasiosa Infantia Sancti Edmundi Galfridius Fontibus del siglo XII. Posiblemente fuera hijo de Ethelguardo al que sucedió en el 855 muy joven, a los 14 años de edad (Galfridius le hace hijo de un imaginario rey sajón de Núremberg llamado Alcmund). Existen también abundantes evidencias numismáticas de su reinado, monedas encontradas en toda Estanglia con la inscripción de "EADMVND REX AN". El reinado de Edmundo se caracteriza por la llegada de los vikingos daneses a Inglaterra. Según la leyenda Ragnar Lodbrok comandante vikingo que atacó al reino franco subiendo por el Sena, saqueó Ruan y París, a su vuelta naufragó cerca de la costa inglesa. Fue hecho prisionero por Aelle de Northumbria que lo ejecutó echándole en un foso con serpientes venenosas, algunos autores dicen que fue Eadmundo quien lo mató hacia el 865. Sus hijos juraron venganza y en el 867 mandaron "El gran ejército pagano" encabezado por los tres hijos de Ragnar,  Halfdan Hvitsärk (Camisa blanca), Ivar inn beinlausi (el Deshuesado) y Ubbe Ragnarsson. Primero atacaron Northumbria, matando a sus reyes Ella y Osberto, y establecen como base la capital northumbra de York (Jorvik es como lo rebautizan los vikingos). Desde allí mandan en el 869 un ataque sobre Estanglia, estableciendo sus cuarteles cerca de Theodford (Thetfort), posiblemente la capital de Estanglia en esa época. Edmundo sale al encuentro de los daneses y la batalla se entabla en Hoxa (Hoxne), 20 millas al este de Theodford. El ejército anglo es derrotado y su rey Edmundo muere en la batalla, y los daneses devastan el reino saqueando monasterios y ciudades. Edmundo fue enterrado en Beodericsworth y pronto se convirtió en un importante centro de peregrinación, y el actual nombre de la ciudad, Bury St. Edmunds, hace referencia a la tumba del rey santo que se convirtió en el patrón de Inglaterra hasta que en 1348 fue sustituido por san Jorge. La fantasiosa hagiografía cristiana añade algunos episodios del martirio del rey a manos de los daneses por no a renunciar a su fe y negarse a convertirse en vasallo de reyes paganos, ninguna fuente histórica corrobora el supuesto martirio que los autores del siglo XI y XII lo asemejan al martirio de san Sebastián, condenado a ser saeteado, de hecho siempre se representa a san Edmundo junto a una flecha símbolo de su martirio.
De los sucesores de Edmundo, Osvaldo (870-876?) y Ethelredo II (876-878) no se conoce nada seguro, sin embargo las acuñaciones en su nombre testifican su existencia, algunos historiadores piensan que fueron reyes subordinados a los comandantes vikingos (puppets kings) o tal vez el contingente vikingo se retiró de nuevo Jorvik, dejando a Osvaldo como vasallo. En el 871 un nuevo contingente vikingo al mando de Bagsecg llega a Gran Bretaña y se unen al ejército de los Ragnarsson con la intención de invadir Wessex, toman Reading y se enfrentan a Alfredo el Grande en la batalla de Ashdown, el rey sajón consigue detener el avance vikingo aunque sin una victoria clara, en la batalla muere Bagsecg. Nuevos ejércitos vikingos llegan a Gran Bretaña y se unen al Gran ejército pagano, tras la derrota de los sajones en Wilton, Alfredo decide pagar un tributo para que los daneses le concedan una tregua, de este modo los vikingos al mando de Halfdan se desplazan hacia el norte. En el 875 un nuevo rey nórdico llamado Guthrum llega a la isla, desembarca en Estanglia y decide atacar de nuevo a Wessex desde allí, la flota vikinga es derrotada en Wareham (Dorset), aunque Alfredo esperaba que su victoria detuviera las pretensiones vikingas sobre Wessex, en el 878 nuevas flotas vikingas llegan y de nuevo al mando de Guthrum atacan Wessex y hacen huir a Alfredo de Chippenham hacia Somerset desde donde intenta hostigar al ejército danés, finalmente en abril del 878 se enfrentan en la  batalla de Ethandun (Eddington) donde Alfredo consiguió una victoria decisiva para los sajones que hicieron huir a los daneses a Chippenham. Guthrum y sus vikingos tras 14 días de asedio deciden llegar a un acuerdo con Alfredo, el llamado Tratado de Wedmore (aunque solo fue un acuerdo, sin tratado propiamente dicho), por el cual los daneses se retiraban a Estanglia que se convertía en el Reino de Danelaw, compuesto por Estanglia junto a Essex y Mercia Oriental, se comprometían a no atacar Wessex y los daneses se convertían al cristianismo. Alfredo depuso al Ethelredo II y apadrinaba a Guthrum en su bautismo que se convertía en rey de Estanglia con el nombre de Ethelstano II.

### Estanglia danesa (878-917)
Estanglia queda enmarcada dentro de los territorios conquistados por los daneses conocidos como Danelaw, que además comprendía el reino de Jorvik (York), los cinco burgos situadas en el territorio del Reino de Mercia (Five Boroughs: Derby, Nottingham, Lincoln, Leicester y Stamford) y los Burhs del sur en el territorio de los Anglos Centrales (Cambridge, Huntingdon, Bedford y Northampton). A la Estanglia danesa se le incorporó también el antiguo reino de Essex y la provincia merciana de Middlesex incluyendo Lundewic (Londres),  y los burhs del sur que poseían su propio territorio (jarldoms) y eran gobernados por jefes autónomos (jarls antecedente del término earl)  dependían nominalmente del rey Guthrum. Precisamente en estos territorios fronterizos con Wessex era donde se daban la fricciones entre sajones y daneses, que parecían respetar el Tratado de Vendover, ya que los daneses de Estanglia no estaban directamente implicados en las disputas. Sin embargo en el 885 Guthrum hace un nuevo intento para conquistar Wessex, desembarcan en Kent e intentan asediar Rochester, pero el intento es detenido por Alfredo el Grande, que contraataca en el 886, avanza con su flota hacia el río Stour y en Huntingdon destruye varios barcos vikingos, después inicia una nueva campaña por tierra, reconquista Londres y avanza hacia Essex. La derrota danesa provoca la firma de un nuevo acuerdo: la Paz de Alfredo y de Guthrum, por la cual el reino danés de Estanglia pierde Londres y Middlesex. Poco más se conoce del reinado de Guthrum ya que tras el tratado los daneses de Estanglia no volvieron a atacar Wessex, la conversión de Guthrum tampoco parece muy efectiva ya que ni se restableció el obispado ni se reconstruyeron iglesia en esa época. Guthrum murió en el 890 y según los Anales de St Neots, una recopilación de crónicas guardada en Bury St Edmunds, Guthrum fue enterrado en Headleage (Hadleigh, Suffolk).
De su sucesor, Erico (Eohric en sajón, Eiríkr en danés), solo sabemos su implicación en la guerra de sucesión de Wessex que se produce tras la muerte de Alfredo el Grande en el 899, sus sobrinos Etelhelm y Etelvoldo (hijos de Etelredo I) eran muy jóvenes cuando su padre murió en el 871, por lo que Alfredo fue elegido rey. A su muerte Etelvoldo reclama sus derechos al trono frente al hijo de Alfredo, Eduardo el Viejo, y comienza la llamada Revuelta de Etelvoldo. Cuando Etelvoldo toma el control de las tierras reales de Hampshire, Eduardo reúne su ejército y va a su encuentro, sin embargo el pretendiente sale de Wessex y toma refugio en los territorios daneses. Primero a Jórvík donde según las ASC le es ofrecido el trono en el 899, o al menos como kinsman de los reyes vikingos Sigfrøðr y Knútr. En el 902 se pone al mando de una flota danesa y marcha a Estanglia donde persuade a Eric para unirse a su ejército y atacar a Eduardo. El rey de Wessex ataca primero saqueando zonas de Essex, pero los daneses salen a su encuentro y Eduardo decide retirarse, sin embargo sus aliados de Kent no obedecen la orden de retirada y se enfrentan a los daneses en la batalla del Holme (lugar desconocido en Essex o Suffolk), el 13 de diciembre de 902. Aunque los daneses ganan la batalla, en ella mueren tanto Etelvoldo como Eric, por lo que el mayor beneficiado de la lucha es finalmente Eduardo.
Guthrum II sube al trono de Estanglia, aunque no existe una evidencia histórica sobre su reinado y se conoce muy poco de los hechos de Estanglia entre el 902 y el 916. Eduardo y su hermana Ethelfleda señora de Mercia (Myrcna hlæfdige) comienzan en el 914 una campaña para reconquistar la Mercia danesa. Eduardo conquista el burh de Bedford ese año que era gobernado por el jarl Thurketel dependiente de Estanglia. Thurketel acepta el vasallaje, pero en el 915 Eduardo toma el mando directo de la fortaleza y el jarl danés se ve obligado a exiliarse con su gente a Francia. En el 916, en el norte, Ethelfleda al frente del ejército merciano toma Derby y su territorio, aunque Leicester aguanta el primer ataques, a principios del 918 los mercianos toman la fortaleza y posiblemente poco después conquistan también Lincoln. En el 917 los jarls Toglos y Manna de Huntingdon habían fortificado Tempstford con la intención de utilizarlo como base para reconquistar Bedford con la ayuda del ejército de Guthrum II de Estanglia. En primavera del 918 Eduardo ataca la fortaleza y se enfrenta al grueso del ejército vikingo en la batalla de Tempsford donde destruye a todo ejército danés y en ella mueren Guthrum II, Toglos y Manna. El resultado de la batalla es un desastre para los daneses, Eduardo una vez conquistada Huntingdon ataca en mayo Stamford, ese mismo verano toma Nottingham y durante el otoño del 918 realiza una campaña conquistando todos los territorios del reino danés de Estanglia: Essex, Suffolk, Norfolk y Cambridge. Finalmente el jarl Thurferth de Northampton se convierte en vasallo del rey sajón y de este modo todos los territorios al sur del Humber vuelven a manos anglosajonas en el 918.
A partir del 918, Estanglia deja de ser un reino (kingdom) y pasa a ser un earldom (administrado en nombre del rey por un earl) dependiente del rey de los Anglosajones, que en poco tiempo se convertiría en el rey de Inglaterra. Los earldom son los antecesores de los "shires" o condados inglese, la división administrativa más característica de Inglaterra.

## Reyes de Estanglia
| Reinado         | Rey               | Nombre original                              | Notas                                                              | Dinastía             |
| ca.571-578      | Wuffa             | VVFFA VVEHHING                               | Epónimo de la dinastía Wuffinga, rey según Roger de Wendover       | WUFFINGAS            |
| 578-599         | Totila            | TYTTLA VVFFING (Tytila, Titilus)             | Rey según Roger de Wendover                                        | WUFFINGAS            |
| 593-625         | Redvaldo          | RÆDVVALD TYTTLING (Rædwald, Raedvaldus)      | Imperium; Rex Anglorum (Bede). Bretwalda (Anglo-Saxon Chronicle).  | WUFFINGAS            |
| 617-618?        | Eni               | ENI TYTTLING (Æne)                           | No se sabe si llegó a reinar                                       | WUFFINGAS            |
| 624-627         | Eorpvaldo         | EORPVVALD RÆDVVALDING (Eorpwald)             | Asesinado por Rigberto                                             | WUFFINGAS            |
| 627-629         | Rigberto          | RICBRYHT (Ricberht)                          | No se sabe si llegó a reinar. No Wuffinga                          | No conocida          |
| 629?-634?       | Sigeberto         | SIGEBRYHT RÆDVVALDING (Sigeberht, Sigebert)  | Junto a Ecgrico. Abdicó. San Sigeberto. Hijo natural de Redvaldo.  | WUFFINGAS            |
| ca. 630-636?    | Ecgric            | ECGRIC                                       | Kinsman de Sigeberto. Posiblemente Ethelrico (Æþelric) hijo de Eni | WUFFINGAS            |
| 636-654         | Anna              | ANNA ENING (Onna)                            |                                                                    | WUFFINGAS            |
| 654-655         | Etelhere          | ÆÞELHERE ENING (Æthelhere, Aethelhere)       |                                                                    | WUFFINGAS            |
| 655-664         | Etelvoldo         | ÆÞELVVOLD ENING (Æthelwold, Æthelwald)       |                                                                    | WUFFINGAS            |
| 664-713         | Ealdwulfo         | EALDVVLF ÆÞELHERING (Ealdwulf, Aldwulf)      |                                                                    | WUFFINGAS            |
| 713-749         | Elfvaldo          | ÆLFVVALD ÆÞELHERING (Ælfwald, Ælfwold)       |                                                                    | WUFFINGAS            |
| 749-ca. 760     | Beorna            | (Beonna, Benna, Beanna, Beornus)             | Junto a Ethelberto I.                                              | No conocida          |
| 749?            | Ethelberto I      | ALBERHT                                      | Junto a Beorna                                                     | No conocida          |
| 760?-779?       | Ethelredo I       | ÆÞELRED (Æthelred)                           | No se sabe si llegó a reinar                                       | No conocida          |
| 779?-794        | Ethelberto II     | ÆÞELBRYHT (Æthelberht II)                    | San Æthelbert. Ejecutado por orden de Offa                         | No conocida          |
| ca. 760-796     | Offa              | OFFA ÞINCFRIÞING                             | Rey de Mercia (757-797)                                            | ICELINGAS de Mercia  |
| ca. 796-798     | Eadvaldo          | EADVVALD (Eadwald)                           |                                                                    | No conocida          |
| ca. 796-821     | Coenwulf          | COENVVLF                                     | Rey de Mercia (796-821)                                            | Dinastía C de Mercia |
| 821-823         | Ceolwulf          | COELVVLF                                     | Rey de Mercia (821-823)                                            | Dinastía C de Mercia |
| 823-826         | Beornwulf         | BEORNVVLF                                    | Rey de Mercia (823-825)                                            | Dinastía B de Mercia |
| ca. 825-ca. 845 | Aethelstan        | ÆÞELSTAN (Æthelstan)                         | Rex Anglorum (en monedas)                                          | No conocida          |
| ca. 845-855     | Ethelguardo       | ÆÞELVVEARD (Æthelweard)                      |                                                                    | No conocida          |
| 855-870         | Edmundo el Mártir | EADMVND (Edmund the Martyr)                  | San Edmundo. Rex Anglorum (monedas)                                | No conocida          |
| 870-876?        | Osvaldo           | OSVVALD (Oswald)                             | Muere en 876, sub-rey bajo el dominio danés.                       | No conocida          |
| 876-878         | Ethelredo II      | ÆÞELRED (Æthelred II)                        | Depuesto por Alfredo de Wessex. Sub-rey bajo el dominio danés.     | No conocida          |
| 878-890         | Guthrum I         | AÞELSTAN (Gorm den Gamle, Gorm den Barnløse) | Toma el nombre de Æthelstan II tras su bautismo.                   | Reyes de Danelaw     |
| 890-902         | Eric              | ERIC (Eohric)                                | Muerto en batalla en diciembre del 902                             | Reyes de Danelaw     |
| 902-916         | Guthrum II        | GUTHRUM (Gorm)                               | Muerto en batalla en 916                                           | Reyes de Danelaw     |